# 거창박물관
거창박물관은 경상남도 거창군 소재의 박물관이다.

## 연혁
- 1988년 5월 20일 거창유물전시관 개관.
- 1993년 4월 26일 거창박물관 승격.
- 2009년 3월 20일 전시실 리노베이션으로 재개관.

## 관람 안내
관람시간
- 11월 ~ 2월: 09:00 ~ 17:00
- 3월 ~ 12월: 09:00 ~ 18:00

관람료
- 무료

휴관일
- 1월 1일, 월요일, 설, 추석

## 같이 보기
- 대한민국의 박물관과 미술관 목록